# Hiroki Katō
Hiroki Katō (jap. 加藤寛規 Katō Hiroki; ur. 23 lutego 1968 w prefekturze Kanagawa) – japoński kierowca wyścigowy.

## Kariera
Katō rozpoczął karierę w międzynarodowych wyścigach samochodowych w 1994 roku od startów w Japońskiej Formule 3, gdzie jednak nie zdobył punktów. W późniejszych latach Japończyk pojawiał się także w stawce Grand Prix Makau, Super GT, 24-godzinnego wyścigu Le Mans, Formuły Nippon, American Le Mans Series, All-Japan GT Championship, FIA Sportscar Championship, Le Mans Endurance Series, Malaysia Merdeka Endurance Race oraz JGTC All-Star USA 200.